# Muhlenbergia minutissima
Muhlenbergia minutissima là một loài thực vật có hoa trong họ Hòa thảo. Loài này được (Steud.) Swallen mô tả khoa học đầu tiên năm 1947.